# Ulvhild Olofsdotter
Ulvhild (Ulvihilda) Olofsdotter, niem. Wulfhild (ur. 1020, zm. 24 maja 1071) – księżna Saksonii, księżniczka norweska, córka Olafa II Świętego.
Ulvhild urodziła się w 1020 r. jako córka króla Norwegii Olafa II Świętego oraz jego żony królowej Astrydy, córki króla Szwecji Olofa Skötkonunga. Przyrodnia siostra króla Norwegii i Danii Magnusa I Dobrego. W listopadzie 1042 poślubiła księcia Saksonii Ordulfa Billunga, z rodu Billungów, syna Bernarda II Billunga i Eilicy z Schweinfurt. Małżeństwo to miało wzmocnić sojusz Saksonii ze Skandynawią. Ulvhild i Ordulf mieli syna Magnusa.